# Liste der Kreisstraßen im Landkreis Ahrweiler
Die Liste der Kreisstraßen im Landkreis Ahrweiler ist eine Auflistung der Kreisstraßen im rheinland-pfälzischen Landkreis Ahrweiler.

## Abkürzungen
- K: Kreisstraße
- L: Landesstraße

## Liste
Die Kreisstraßen behalten die ihnen zugewiesene Nummer in der Regel nicht bei einem Wechsel in einen anderen Landkreis oder in eine kreisfreie Stadt. Nicht vorhandene bzw. nicht nachgewiesene Kreisstraßen werden in Kursivdruck gekennzeichnet, ebenso Straßen und Straßenabschnitte, die unabhängig vom Grund (Herabstufung zu einer Gemeindestraße oder Höherstufung) keine Kreisstraßen mehr sind. 
Der Straßenverlauf wird in der Regel von Nord nach Süd und von West nach Ost angegeben.
| Nr.  | Verlauf |
| ---- | --- |
| K 1  | (K 85 im Landkreis Vulkaneifel) – Kreisgrenze – L 72 in Dankerath |
| K 2  | in Wiesemscheid – Bauler – Kreisgrenze – (K 87 im Landkreis Vulkaneifel)                                                                                                  |
| K 3  | L 10 – Kirmutscheider Mühle – Pomster – in Barweiler |
| K 4  | in Müsch – Hoffeld – L 10 |
| K 5  | L 73 – Eichenbach – Aremberg – K 7 – K 6 – Dorsel – |
| K 6  | K 5 – L 73 in Antweiler |
| K 7  | (K 41 im Kreis Euskirchen, Nordrhein-Westfalen) – Landesgrenze – K 5 in Aremberg                                                                                          |
| K 9  | (K 8 im Kreis Euskirchen, Nordrhein-Westfalen) – Landesgrenze – Ohlenhard – L 74                                                                                          |
| K 10 | (K 79 im Kreis Euskirchen, Nordrhein-Westfalen) – Landesgrenze – L 74 in Falkenberg                                                                                       |
| K 11 | L 74 – Bröhlingen – K 12 – K 13 |
| K 12 | Blindert – K 11 |
| K 13 | L 74 – Marthel – K 11 – K 14 – Heistert – Pitscheid – Landesgrenze – (K 57 im Kreis Euskirchen, Nordrhein-Westfalen)                                                      |
| K 14 | (K 5 im Kreis Euskirchen, Nordrhein-Westfalen) – Landesgrenze – K 13 in Heistert                                                                                          |
| K 15 | L 73 in Antweiler – Rodder – K 16 – L 10 |
| K 16 | L 73 in Schuld – K 17 – Reifferscheid – K 15 in Rodder |
| K 17 | L 73 in Fuchshofen – Reifferscheid – K 16 – L 10 |
| K 18 | in Barweiler – K 19 – Wimbach – in Adenau |
| K 19 | K 18 – Kottenborn |
| K 20 | L 93 – Meuspath – Kreisgrenze – (K 89 im Landkreis Vulkaneifel) – Kreisgrenze – ohne Abzweig einer klassifizierten Straße – Kreisgrenze – (K 89 im Landkreis Vulkaneifel) |
| K 21 | – Herschbroich – L 92 |
| K 22 | in Leimbach – Gilgenbach – Adorferhof |
| K 23 | L 90 in Kaltenborn – Jammelshofen – |
| K 24 | L 73 in Insul – Lückenbach |
| K 25 | (K 50 im Kreis Euskirchen, Nordrhein-Westfalen) – Landesgrenze – Harscheid – K 26 – Sierscheid – L 73 in Insul                                                            |
| K 26 | K 25 in Harscheid – L 73 in Schuld |
| K 28 | K 29 – Obliers – Hönningen#Liers – |
| K 29 | L 76 – Hürnig – Plittersdorf – K 28 – Lind – in Brück |
| K 30 | K 31 – Häselingen – Winnen – Burgsahr – L 76 |
| K 31 | (K 48 im Rhein-Sieg-Kreis, Nordrhein-Westfalen) – Landesgrenze – Berg – K 33 – Freisheim – K 32 – Vellen – K 30 – Unterkrälingen – L 76                                   |
| K 32 | (K 4 im Kreis Euskirchen, Nordrhein-Westfalen) – Landesgrenze – K 31 in Freisheim                                                                                         |
| K 33 | K 31 in Berg – Vischel |
| K 34 | K 36 in Eckendorf – K 37 – L 83 – Vettelhoven – Holzweiler – K 35 – Esch –                                                                                                |
| K 35 | K 34 in Esch – in Dernau |
| K 36 | L 81 – Eckendorf – K 34 – Landesgrenze – (K 64 im Rhein-Sieg-Kreis, Nordrhein-Westfalen)                                                                                  |
| K 37 | K 34 in Eckendorf – Landesgrenze – (K 63 im Rhein-Sieg-Kreis, Nordrhein-Westfalen)                                                                                        |
| K 39 | L 83 – Karweiler – Bengen – L 80 – Kirchdaun – L 79 |
| K 40 | L 79 in Birresdorf – Landesgrenze – (K 58 und K 59 im Rhein-Sieg-Kreis, Nordrhein-Westfalen) – Landesgrenze – Oedingen – Unkelbach – K 41 –                               |
| K 41 | – Oberwinter – Bandorf – K 40 |
| K 44 | in Heimersheim – Ehlingen – ohne Abzweig einer klassifizierten Straße – Löhndorf – Westum – K 45 in Sinzig                                                                |
| K 45 | L 82 in Sinzig – K 44 – L 82 in Sinzig |
| K 47 | L 82 in Franken – Oberbreisig – K 48 – in Bad Breisig |
| K 48 | L 87 in Waldorf – Auf Wallers – K 47 in Oberbreisig |
| K 49 | L 111 in Niederzissen – K 50 – K 66 – Galenberg – Brenk |
| K 50 | L 111 in Oberzissen – K 51 – K 49 |
| K 51 | Hain – K 50 in Oberzissen |
| K 52 | L 83 – Schelborn – Oberdürenbach – L 111 in Niederdürenbach |
| K 53 | L 85 – Blasweiler |
| K 54 | Beilstein – L 85 |
| K 55 | Fronrath – K 56 in Watzel |
| K 56 | L 85 in Niederheckenbach – Watzel – K 55 – Cassel – in Kempenich |
| K 58 | Lederbach – |
| K 60 | L 83 in Kempenich – Engeln |
| K 61 | Spessart – L 83 |
| K 62 | Heulingshof – L 111 in Wollscheid |
| K 63 | L 114 in Wabern – Kreisgrenze – (K 18 im Landkreis Mayen-Koblenz) |
| K 64 | L 114 – Kreisgrenze – (K 19 im Landkreis Mayen-Koblenz) |
| K 65 | Steinbergerhof – L 114 |
| K 66 | K 49 – Galenberg |
| K 67 | Buchholz – L 114 |
| K 68 | L 113 – Wassenach |
| K 69 | in Burgbrohl – Lützingen – Niederlützingen – Brohl-Lützing – |
| K 70 | (K 56 im Landkreis Mayen-Koblenz) – Kreisgrenze – Abtei Maria Laach – L 113                                                                                               |
| K 71 | (K 16 im Landkreis Mayen-Koblenz) – Kreisgrenze – ohne Abzweig einer klassifizierten Straße – Kreisgrenze – (K 16 im Landkreis Mayen-Koblenz)                             |
| K 72 | L 93 in Müllenbach – L 94 am Nürburgring |
| K 73 | – L 93 in Nürburg |